# Repechów
Repechów (ukr. Репехів, Repechiw) – wieś na Ukrainie w rejonie lwowskim (do 2020 roku w rejonie żydaczowskim) należącym do obwodu lwowskiego. Przez wieś przebiega ukraińska droga krajowa N09.

## Położenie
Na podstawie Słownika geograficznego Królestwa Polskiego i innych krajów słowiańskich: Repechów to wieś w powiecie bóbreckim, 14 km na południowy wschód od sądu powiatowego w Bóbrce, 5-7 km na północny zachód od urzędu pocztowego w Strzeliskach Nowych.

## Historia
W 1603 r. Mikolaj Ostroróg h. Nałęcz (1567-1612) uzyskał Rzepichów (Repechów) (również Bakowce i Trybuchowce w ziemi lwowskiej.).